# Luis Pérez Bueno
Luis Pérez Bueno (Segòvia, 1873 - Madrid, 4 d'abril de 1954) fou un polític, advocat i historiador espanyol, alcalde d'Alacant a començament del segle xx.
El 1894 es va llicenciar en dret per la Universitat de Granada. Fou professor a l'Escola d'Arts i Oficis Artístics de Madrid i Secretari de la Comissió Valoradora dels objectes exportats fora d'Espanya. Va ser bocal de la Junta d'Iconografia Nacional i va organitzar algunes exposicions d'objectes espanyols d'interès històric a França i Itàlia.
Establert a Alacant, el 1900 fou nomenat president del Cercle de Belles Arts i vicepresident de l'Orfeó d'Alacant. També va participar en la política local, ja que el 1896 fou vocal del Cercle Conservador d'Alacant (sector silvelista i en 1897 vocal del comitè local del Partit Conservador. De 1902 a 1909 fou regidor per aquest partit a l'ajuntament d'Alacant, i fins i tot fou alcalde de novembre de 1909 a desembre de 1910. Després es va passar al Partit Liberal Demòcrata de José Canalejas y Méndez, i fou novament regidor de 1910 a 1913. Aleshores va deixar la política i marxà a Madrid, fon fou professor de Legislació Mercantil i Dret a l'Escola de la Llar i Professional de la Dona, a Madrid. Va treballar a l'Exposició Internacional de Barcelona de 1929. També fou director honorari del Museu d'Arts Decoratives, i en 1942 fou escollit acadèmic de la Reial Acadèmia de Belles Arts de San Fernando.

## Obra
- Artistas levantinos (1899 amb pròleg d'Azorín)
- Antigua cerámica valenciana: su importancia artística e industrial actualmente (1911)
- Hierros históricos españoles
- El arte del vidrio en España hasta el siglo XIX (1943)